# Ospedale psichiatrico Leonardo Bianchi
L'Ospedale psichiatrico Leonardo Bianchi, già Nuovo Manicomio Provinciale di Napoli, è stato un ospedale psichiatrico fondato nel 1909, intitolato allo psichiatra Leonardo Bianchi nel 1927, primo direttore del nosocomio.

Tra i più antichi ed estesi d'Italia, in seguito alla Legge Basaglia del 1978, come in altre strutture nazionali, fu avviato un lento processo di chiusura, per permettere la ricollocazione dei 750 internati presenti nell'ospedale. Nel 2002, con il ricollocamento presso altre strutture degli ultimi 70 pazienti, si arrivò alla chiusura definitiva. L'ultimo Direttore Sanitario fu Fausto Rossano.

## Storia

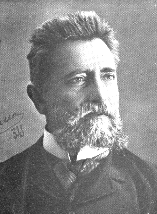
Leonardo Bianchi, ideatore e primo direttore dell'ospedale

Fino al 1519 nel Regno di Napoli i soggetti con difficoltà mentale, venivano ricoverati in un reparto dell'Ospedale degli Incurabili chiamato pazzeria.

Una legge provinciale del 1865 stabilì l'obbligo di mantenimento dei mentecatti poveri. A causa del sovraffollamento della Casa de' matti di Aversa, si dovettero individuare dei nuovi nosocomi. Nel 1871 la scelta cadde sul Manicomio di Santa Maria dell'Arco di Sant'Anastasia, quale sede provvisoria, ed in seguito al suo sovraffollamento nella sede definitiva del Monastero di San Francesco di Sales di Napoli. Ma le due strutture non avendo lo spazio necessario per ingrandirsi, ben presto ebbero problemi di spazio. Nel 1904 in Provincia di Napoli risultavano ricoverati 1245 pazienti, di cui 812 al Sales e 366 all'Arco. Con la dismissione di quest'ultimo nel 1906 e dopo poco tempo del Sales, pazienti ed archivi furono tutti trasferiti nella nuova struttura di Capodichino.

Nel 1910, ad un anno dall'apertura, si contavano già 1128 pazienti. Leonardo Bianchi durante la sua direzione eliminò l'uso della camicia di forza, ma usò l'elettroshock.

Dal 1914 al 1923 l'ospedale fu diretto da Cesare Colucci, un allievo di Bianchi.

### Direzione Sciuti
Negli anni trenta sotto la direzione di Michele Sciuti, l'ospedale raggiunse la massima efficienza. Vi erano ricoverati circa 1609 pazienti, 939 uomini e 670 donne. L'ospedale disponeva di gabinetti per la ricerca bromatologica, chimica clinica, anatomica patologica e sierologica. Si praticavano anche cure su pazienti affetti da paralisi progressiva, cure per la malaria con annesso allevamento di anofili malarigeni, lo squasso insulinico, cardiozolico, elettrico e con cloruro d'ammonio per gli schizofrenici.

Fu allestita una biblioteca scientifica composta da 8000 volumi, 2000 opuscoli ed innumerevoli pubblicazioni scientifiche.

### Dalla seconda guerra mondiale al 1978
Durante la seconda guerra mondiale la struttura subì pesanti bombardamenti e la successiva occupazione degli angloamericani nel 1943. La situazione ritornò alla normalità intorno al 1950. Tra anni cinquanta e sessanta si ritornò all'uso della camicia di forza, ma grazie ai precedenti studi del Bianchi, l'ospedale si dotò di nuove apparecchiature come il laboratorio micrografico, di antropologia e di elettroencefalografia.

I degenti oltre ad essere curati con le terapie mediche, svolgevano varie mansioni, come addetti alla calzoleria, nella tipografia e legatoria, in una fabbrica di mattonelle, nella falegnameria, in un’officina meccanica, nella sartoria e tessitoria, nella panetteria e nella colonia agricola. Erano seguiti da un tecnico e retribuiti con denaro e tabacco.

Nel corso degli anni la struttura arrivò a contenere 3500 pazienti e 2000 tra medici ed infermieri.

### Legge Basaglia e dismissione

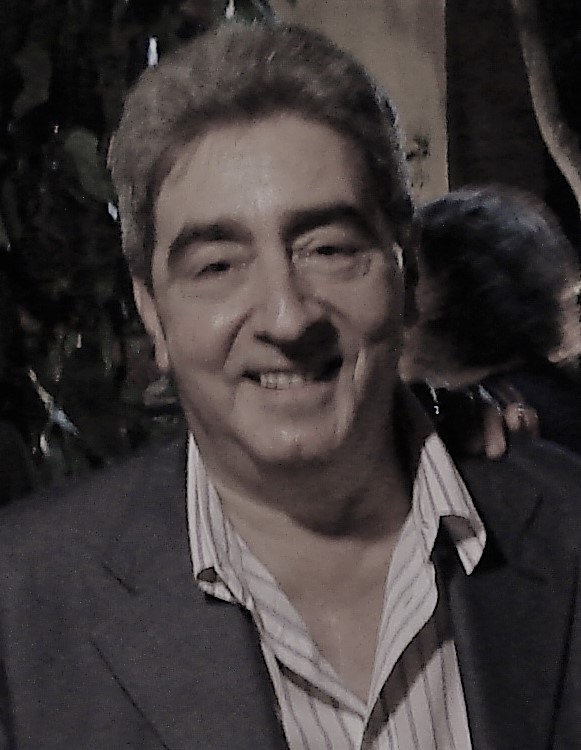
Fausto Rossano, ultimo direttore sanitario che ha guidato il processo di chiusura dell'ospedale

Nel 1978, con la promulgazione della Legge Basaglia che prevedeva la chiusura dei manicomi, parti un lento processo di dismissione. Come per altre simili realtà italiane, anche per la mancanza di strutture idonee alla ricezione dei pazienti, la legge fu di difficile attuazione.

Nel 1994 una troupe del Tg3 riuscì ad entrare nell'ospedale, filmando le condizioni disumane in cui si trovavano i degenti, provocando una forte reazione nell'opinione pubblica e l'apertura di un'inchiesta da parte della magistratura che portò alla direzione Fausto Rossano, che avrebbe completato il processo di dismissione, avvenuto nel novembre 2002.
La Regione Campania, proprietaria della struttura, con la delibera n. 7 dell'11 gennaio 2018, pose in vendita per circa 200 milioni di euro l'intero sito, tranne l'edificio principale da restaurare con i proventi della stessa vendita.

## Struttura
La struttura è caratterizzata da un enorme corpo centrale e da 53 palazzine, in cui trovano posto 33 padiglioni, di cui quattro aggiunti nel 1930, tutti utilizzati per varie attività produttive, in cui erano impiegati gli stessi pazienti.
Situata nella parte più alta di Capodichino, nella zona collinare a nordest della città partenopea, all'epoca della costruzione era al di fuori di qualsiasi insediamento urbano, immersa nel verde, su una superficie di ventidue ettari, di cui 8,5 coperti. L'intera area è circondata da poderose mura ed è accessibile da un'unica rampa sbarrata da un enorme cancello.
Nato da un'idea dell'architetto Giuseppe Tango, che nel 1888 si aggiudicò il bando per la realizzazione di una struttura manicomiale, nel 1890, con il progetto Divide et impera partirono i lavori di realizzazione della struttura che si conclusero nel 1909, anno dell'inaugurazione. Il progetto, che voleva rappresentare il manicomio modello, era strutturato in un sistema di padiglioni collegati tra loro, separati per i due sessi, ripartito in cinque sezioni così proporzionate:
1. Tranquilli (circa il 42% dei ricoverati, compresi i pensionati d'alto ceto)
2. Semi-agitati (circa il 25% dei ricoverati)
3. Sudici, idioti, paralitici, epilettici (circa il 17% dei ricoverati)
4. Agitati (circa il 10% dei ricoverati)
5. Vecchi e fanciulli (circa il 6% dei ricoverati)

In base all'uso c'erano vari ambienti come la direzione, le cappelle, le sale idroterapiche, le lavanderie e le cucine. Il progetto originario prevedeva che i collegamenti tra i vari livelli avvenissero attraverso corridoi interrati, rifacendosi all'idea del chiostro, con finestre piccole, prive di sbarre e con vista sui giardini, ambienti con grandi volumi d'aria per evitare il senso di soffocamento ai degenti.

Ma tale progetto fu criticato e modificato da una commissione composta anche dagli psichiatri Leonardo Bianchi e Augusto Tamburini. Tra le tante modifiche, l'eliminazione dei corridoi interrati.
Tranne l'edificio principale, in cui trovano posto la sede dell'ASL Napoli 1 centro, la biblioteca e l'immenso archivio dello stesso ospedale, gli altri padiglioni versano in stato di abbandono.